# O'Kean (Arkansas)
O'Kean es un pueblo ubicado en el condado de Randolph en el estado estadounidense de Arkansas. En el Censo de 2010 tenía una población de 194 habitantes y una densidad poblacional de 74,9 personas por km².

## Geografía
O'Kean se encuentra ubicado en las coordenadas 36°10′18″N 90°49′6″O / 36.17167, -90.81833. Según la Oficina del Censo de los Estados Unidos, O'Kean tiene una superficie total de 2.59 km², de la cual 2.59 km² corresponden a tierra firme y (0%) 0 km² es agua.

## Demografía
Según el censo de 2010, había 194 personas residiendo en O'Kean. La densidad de población era de 74,9 hab./km². De los 194 habitantes, O'Kean estaba compuesto por el 94.33% blancos, el 0.52% eran afroamericanos, el 2.58% eran amerindios, el 0% eran asiáticos, el 0% eran isleños del Pacífico, el 0% eran de otras razas y el 2.58% pertenecían a dos o más razas. Del total de la población el 0% eran hispanos o latinos de cualquier raza.